# XXIV з'їзд КПУ
XXIV з'їзд КПУ — з'їзд Комуністичної партії України, що відбувся в Києві 17—20 березня 1971 року.
У роботі з'їзду взяли участь 2197 делегатів з ухвальним і 102 — з дорадчим голосом, які представляли 2 281 568 членів і 97 221 кандидата у члени партії.

## Порядок денний з'їзду
1. Звіт ЦК КПУ (доповідач Шелест Петро Юхимович)
2. Звіт Ревізійної комісії КПУ (доповідач Сінченко Георгій Захарович)
3. Доповідь про проект «Директиви XXIV з'їзду КПРС по п'ятирічному плану розвитку народного господарства СРСР на 1971-1975 рр.» (доповідач Щербицький Володимир Васильович).
4. Вибори керівних органів КПУ.

Обрано Центральний комітет в складі 147 членів і 85 кандидатів у члени ЦК, Ревізійну комісію у складі 47 осіб.

### Члени ЦК КПУ
- Авілов Олег Володимирович
- Андреєв Олександр Микитович
- Андріанов Сергій Миколайович
- Антонов Олег Костянтинович
- Антонова Катерина Тимофіївна
- Арешкович Василь Данилович
- Артамонов Володимир Олександрович
- Бажан Микола Платонович
- Барановський Анатолій Максимович
- Бездітко Андрій Павлович
- Бізяєв Всеволод Іванович
- Білий Іван Михайлович
- Борисенко Микола Михайлович
- Бородулін Анатолій Іванович
- Ботвин Олександр Платонович
- Бубновський Микита Дмитрович
- Бузницький Олександр Григорович
- Бурмистров Олександр Олександрович
- Васляєв Володимир Олександрович
- Ватченко Олексій Федосійович
- Ващенко Григорій Іванович
- Виштак Степанида Демидівна
- Волков Анатолій Іванович
- Всеволожський Михайло Миколайович
- Гаркуша Микола Андрійович
- Гезь Сергій Сергійович
- Гіталов Олександр Васильович
- Гладкий Сергій Федорович
- Глушков Віктор Михайлович
- Глущенко Леонід Федорович
- Головченко Іван Харитонович
- Гончар Олесь Терентійович
- Горбань Григорій Якович
- Григоренко Олексій Семенович
- Гридасов Дмитро Матвійович
- Грушецький Іван Самійлович
- Давидов Іван Микитович
- Даденков Юрій Миколайович
- Данченко Олексій Євгенович
- Дегтярьов Володимир Іванович
- Добрик Віктор Федорович
- Желюк Пилип Олексійович
- Журавський Петро Овер'янович
- Заїченко Семен Якович
- Злобін Геннадій Карпович
- Іванов Борис Олексійович
- Іванченко Іван Васильович
- Іващенко Олександр Венедиктович
- Ільницький Юрій Васильович
- Іщенко Олександр Іванович
- Кавун Василь Михайлович
- Кальченко Никифор Тимофійович
- Капто Олександр Семенович
- Качаловський Євген Вікторович
- Кириченко Микола Карпович
- Кисляков Костянтин Сергійович
- Клименко Василь Костянтинович
- Кобильчак Михайло Митрофанович
- Коваль Антоніна Михайлівна
- Когадєєв Анатолій Олександрович
- Козаченко Василь Павлович
- Козир Павло Пантелійович
- Корнійчук Олександр Євдокимович
- Кочубей Антон Самійлович
- Кравцов Іван Семенович
- Кривонос Петро Федорович
- Кубишкін Олексій Ананійович
- Куликов Яків Павлович
- Куликова Катерина Григорівна
- Куцевол Василь Степанович
- Лавриненков Володимир Дмитрович
- Легунов Григорій Андрійович
- Лисенко Іван Петрович
- Лубенець Григорій Кузьмич
- Лутак Іван Кіндратович
- Любченко Любов Андріївна
- Лябога Іван Юхимович
- Ляшко Олександр Павлович
- Макаров Олександр Максимович
- Маленкін Андрій Сергійович
- Махиня Михайло Михайлович
- Мироненко Валентин Карпович
- Мозговий Іван Олексійович
- Мужицький Олександр Михайлович
- Назаренко Іван Дмитрович
- Ніколаєв Микола Федорович
- Обатуров Геннадій Іванович
- Овчаренко Федір Данилович
- Орел Іван Зіновійович
- Осипенко Ярослав Олексійович
- Парфенчук Анатолій Михайлович
- Патон Борис Євгенович
- Пашов Михайло Васильович
- Перетятько Григорій Гордійович
- Погребняк Петро Леонтійович
- Погребняк Яків Петрович
- Попльовкін Трохим Трохимович
- Посмітний Макар Онисимович
- Постарнакевич Іван Володимирович
- Початун Валентина Йосипівна
- Починок Макар Іванович
- Приклонський Віктор Васильович
- Проценко Діна Йосипівна
- Радзієвський Іван Іванович
- Ремесло Василь Миколайович
- Рогачова Олександра Іванівна
- Розенко Петро Якимович
- Руденко Яків Кузьмич
- Рябокляч Андрій Карпович
- Савченко Марія Харитонівна
- Салманов Григорій Іванович
- Санов Микола Михайлович
- Сисоєв Віктор Сергійович
- Соболь Микола Олександрович
- Соїч Олег Владиславович
- Сологуб Віталій Олексійович
- Стафійчук Іван Йосипович
- Степаненко Ігор Дмитрович
- Степанченко Василь Олексійович
- Стеценко Степан Омелянович
- Стрельченко Іван Іванович
- Таратута Василь Миколайович
- Темний Василь Федорович
- Терехов Костянтин Павлович
- Титаренко Олексій Антонович
- Ткачук Григорій Іванович
- Тонкошкур Василь Антонович
- Тронько Петро Тимофійович
- Уланов Анатолій Андрійович
- Уманець Микола Васильович
- Устинов Валентин Семенович
- Федан Всеволод Іванович
- Федоров Олексій Федорович
- Федорчук Віталій Васильович
- Худосовцев Микола Михайлович
- Цвєтков Віктор Васильович
- Цибань Микола Григорович
- Цибулько Володимир Михайлович
- Чеканюк Андрій Терентійович
- Шевель Георгій Георгійович
- Шевченко Володимир Васильович
- Шевчук Григорій Іванович
- Шелест Григорій Леонтійович
- Шелест Петро Юхимович
- Шурупов Олександр Георгійович
- Щербицький Володимир Васильович
- Ярковий Іван Мефодійович

### Кандидати в члени ЦК КПУ
- Азаров Володимир Миколайович
- Андрієвський Михайло Костянтинович
- Бабійчук Ростислав Володимирович
- Багратуні Георгій Рубенович
- Бажанов Юрій Павлович
- Бакланов Григорій Митрофанович
- Бакуль Валентин Миколайович
- Беднягін Анатолій Іванович
- Бєлогуров Микола Кіндратович
- Біблик Валентин Васильович
- Білий Михайло Улянович
- Бойко Степан Карпович
- Бородін Микола Пилипович
- Братусь Василь Дмитрович
- Бутенко Леонід Якович
- Гайовий Володимир Максимович
- Глух Федір Кирилович
- Голобородько Ілля Іванович
- Головченко Федір Петрович
- Гончаренко Борис Трохимович
- Гусєв Володимир Олексійович
- Дмитрук Віра Максимівна
- Дудін Юрій Іванович
- Єльченко Юрій Никифорович
- Землянський Михайло Васильович
- Зуєв Олександр Опанасович
- Іванов Микола Максимович
- Канівець Михайло Якович
- Карпенко Анатолій Миколайович
- Качура Борис Васильович
- Колесник Феодосій Дмитрович
- Коломоєць Надія Семенівна
- Комар Пантелей Ілліч
- Конділенко Іван Іванович
- Корж Микола Панасович
- Короп Ганна Романівна
- Кошевський Петро Сидорович
- Кременицький Віктор Олександрович
- Кривошеєв Володимир Іванович
- Крючков Георгій Корнійович
- Левадна Катерина Юхимівна
- Лісовий Тимофій Григорович
- Лобода Іван Іванович
- Макухін Олексій Наумович
- Маринич Олександр Мефодійович
- Михайлов Микола Миколайович
- Місюра Олена Терентіївна
- Момотенко Микола Петрович
- Науменко Андрій Михайлович
- Неізвєстний Микола Олександрович
- Однороманенко Олександр Митрофанович
- Опанасюк Дмитро Григорович
- Павленко Георгій Миколайович
- Пахаренко Олександр Григорович
- Пашков Валентин Іванович
- Передерій Ольга Іванівна
- Пересаденко Іван Анатолійович
- Пічужкін Михайло Сергійович
- Площенко Володимир Дмитрович
- Побєгайло Костянтин Михайлович
- П'янков Євген Олександрович
- Руднєв Іван Семенович
- Русин Василь Павлович
- Сдержиков Федір Семенович
- Семенов Іван Петрович
- Сиволоб Віра Іванівна
- Сіробаба Володимир Якович
- Смолич Юрій Корнійович
- Сокол Володимир Васильович
- Соколов Іван Захарович
- Средін Геннадій Васильович
- Старунський Володимир Гордійович
- Стратонов Микола Степанович
- Телішевський Тимофій Дмитрович
- Тичинін Віктор Сергійович
- Турик Микола Антонович
- Уткін Володимир Федорович
- Федченко Павло Максимович
- Філіпов Віктор Петрович
- Фурс Ігор Леонідович
- Хорунжий Михайло Васильович
- Чемодуров Трохим Миколайович
- Шпак Петро Федорович
- Штученко Віктор Васильович
- Шульгін Микола Павлович

### Члени Ревізійної комісії
- Абакумов Євген Андрійович
- Андрієнко Ганна Петрівна
- Бандровський Генріх Йосипович
- Бєліков Сергій Трифонович
- Білим Микола Никифорович
- Ворона Любов Кирилівна
- Вороненко Михайло Степанович
- Гаєвський Юрій Федорович
- Гіренко Андрій Миколайович
- Головань Євгенія Олексіївна
- Гончарова Валентина Несторівна
- Горкун Віктор Іванович
- Грицай Олександр Андрійович
- Замула Василь Никифорович
- Кайкан Петро Федорович
- Кислий Яків Пантелійович
- Книшевич Пелагея Максимівна
- Козаченко Володимир Юхимович
- Козіна Валентина Вікентіївна
- Козлов Василь Андрійович
- Колотій Микола Петрович
- Кондратюк Олександра Пилипівна
- Куліш Микола Юхимович
- Курган Владислав Герасимович
- Лавренко Яків Миронович
- Лисенко Володимир Антонович
- Литвинов Євген Леонтійович
- Митрофанова Ніна Олександрівна
- Морозюк Василь Іванович
- Мостовий Павло Іванович
- Мусієнко Іван Васильович
- Новаковець Степан Денисович
- Ночовкін Анатолій Петрович
- Остап'як Роман Остапович
- Пеца Ганна Дмитрівна
- Піддубний Ілля Гаврилович
- Приходько Іван Митрофанович
- Разборський Олександр Андрійович
- Сєнніков Анатолій Антонович
- Сінченко Георгій Захарович
- Терлецький Валентин Михайлович
- Трутнєв Анатолій Петрович
- Фурман Микола Корнійович
- Чаплинський Григорій Андрійович
- Якубов Анатолій Михайлович
- Якушкіна Лідія Іванівна
- Ярощук Юхим Арсентійович

## Зміни складу ЦК у період між з'їздами
1972 року на Пленумі ЦК КПУ переведений з кандидатів у члени ЦК КПУ Соколов Іван Захарович.
10 жовтня 1972 року на Пленумі ЦК КПУ введений до складу членів ЦК КПУ Маланчук Валентин Юхимович.
10 січня 1974 року на Пленумі ЦК КПУ переведений з кандидатів у члени ЦК КПУ Гончаренко Борис Трохимович.
16-17 травня 1974 року на Пленумі ЦК КПУ переведений з кандидатів у члени ЦК КПУ Крючков Георгій Корнійович.
14 січня 1975 року на Пленумі ЦК КПУ переведений з кандидатів у члени ЦК КПУ Єльченко Юрій Никифорович.
30 січня 1976 року на Пленумі ЦК КПУ виведений з членів ЦК КПУ Шелест Петро Юхимович.